# Parafia św. Tymoteusza w Białężynie
Parafia Świętego Tymoteusza w Białężynie – jedna z 6 parafii leżąca w granicach dekanatu goślińskiego. Erygowana w XII wieku.

## Dokumenty
Księgi metrykalne: 
- ochrzczonych od 1945 roku
- małżeństw od 1945 roku
- zmarłych od 1945 roku